# 韓相龍
韓相龍（：／ Han Sang-ryong；日语：〔〕／ Kan Sōryū；1880年10月16日—1947年10月30日），号滄南，字景田，本貫清州韓氏，是大韓帝國官僚、朝鮮日治時期實業家、政治人物。位階為從四位、勳位為勳二等。
韓相龍參與漢城銀行、漢城手形組合、东洋拓殖、朝鮮信託、朝鮮生命保險、韩国银行、朝鮮殖產銀行、金剛山電氣鐵道等各式企業的企劃與營運，創立朝鮮實業俱樂部並任理事長，是朝鮮日治時期經濟界的中心人物，因效仿日本實業家澀澤榮一，人稱「朝鮮的澀澤榮一」。政治方面歷任朝鮮總督府中樞院參議、关东军顧問、貴族院議員。2004年大韩民国通過的《日帝强占下反民族行为真相纠明相关特别法》認定其為「親日反民族行為者」。

## 經歷

### 出身、日本留學
1880年10月16日，韓相龍在朝鲜王朝京畿道漢城府（現首爾特別市）出生，是韓觀洙的三男。韓觀洙的家系為名門兩班，親戚李昌洙為李完用內閣的內閣書記官長。母方的親戚李完用為日韓合併主導者，李允用為軍部大臣。
1896年，韓相龍在任官立外國語學校校長的親戚韓昌洙推薦下，就讀官立英語學校。他當初想就讀漢城師範學校，但經韓昌洙建議，選擇了能接受近代教育、就職良好的英語學校。1898年計劃去美国留學，但因資金不足而改去日本。在母方親戚李允用推薦下，就讀陸軍士官學校的預備校成城學校，入學前在宇都宮太郎大佐監督下讀私塾。在宇都宮太郎等參謀本部軍人影響下，立志成為軍人。留學時與朴泳孝、俞吉濬等開化派亡命者深入交流，思想上受文明開化論影響。1900年因病退學歸國。歸國後接受宇都宮太郎友人、深得高宗信賴的駐韓日本公使館附武官野津鎮武少佐指導，為日本公使館與日本軍所用。

### 日韓合併前
1901年，韓相龍就任私立中橋義塾英語教師，次年辭職。他在宮內部大臣李載完推薦下就任宮內府平式院總務課長。之後擔任李載完與日本人企業家間的翻譯，為借入度量衡改定所需資金，成為與日本實業家澀澤榮一所經營第一銀行的契約擔當者，受到重用。1903年，漢城銀行作為公立銀行再建，韓相龍在李載完推薦下就任右總務。1905年升為取締役兼總務部長。日俄战争開戰前，野津鎮武少佐請其就任負責日俄外交攻防的義州府尹，韓相龍以義州府太遠而拒絕。1904年，日俄戰爭爆發，日本評價為親日派的韓相龍得到野津鎮武少佐的保護與便利。同年，韓相龍協助大韓帝國財政顧問目賀田種太郎從事貨幣整理事業，1905年因事業影響發生金融危機，韓相龍參與經營為應對此事而設立的漢城共同倉庫、漢城農工銀行。1908年6月任漢城實業協會評議員，9月任東洋拓殖設立委員，12月任東洋拓殖理事。1909年10月韓國統監伊藤博文遭暗殺，韓相龍作為官民追悼會一員，參與11月舉行的葬禮。

### 日韓合併後
1910年（明治43年），日本吞併大韓帝國，韓相龍就任漢城銀行專務取締役，兼任京城府協議會議員、朝鮮物產共進會評議員等職。1916年（大正5年），韓相龍在朝鮮總督寺內正毅建議下，視察日治臺灣，見到臺灣的發展，認識到朝鮮的發展晚了一步。同年兼任東洋拓殖顧問、親日團體「大正親睦會」評議長，1917年（大正6年）兼任佛教擁護會評議員。1918年（大正7年）獲任朝鮮殖產銀行設立委員，1919年（大正8年）獲任金剛山電氣鐵道監查。

### 朝鮮人實業家
1920年（大正9年）左右，韓相龍成為朝鮮人及在朝內地人實業家與朝鲜总督府間的橋樑，提供在朝鮮設立公司的支援。成為朝鮮經濟界實力者的韓相龍在同年3月設立朝鮮人實業家的親睦團體「朝鮮實業俱樂部」，並自任理事長。朝鮮實業俱樂部的月例會成為朝鮮人實業家與朝鮮總督府官僚交流，以及非官方政策決定的場所，處於總督府控制之下。1921年（大正10年）韓相龍主導設立朝鮮生命保險，並任副社長。這是首家朝鮮人設立的保險公司。

### 沒落於金融界
1918年（大正8年），在朝鮮總督寺內正毅命令下，漢城銀行在內地設置分行，但由於1923年（大正13年）關東大震災影響，東京分行業績不振，1926年（昭和元年）制定整理計畫。在此危機状況下，韓相龍就任頭取（行長），但由於1927年（昭和2年）昭和金融恐慌影響，整理計畫受挫，朝鮮總督府直接介入干預。總督府制訂將將資本金減半、內地分行關停的銀行整理案，韓相龍被迫辭去頭取一職。
1929年（昭和4年）總督府公佈《朝鮮信託業令》，韓相龍設立信託公司，意圖回歸經濟界中央。當初打算設立民間企業，但由於金融界反對而變為半官半民，在總督宇垣一成擁護下得到補助金。1932年（昭和7年），韓相龍設立朝鮮信託，在金融界反對下未就任社長，而是就任取締役會長。此事表明韓相龍沒落於朝鮮金融界。

### 協助總督府與軍部
1920年代起朝鮮產米增殖計畫推進，1929年（昭和4年）起內地米價下跌被視為問題，限制朝鮮米移入內地成為話題，以韓相龍為首的經濟界人反對，在內地各界展開遊說活動，來為話題降溫，問題最終擱置。
1935年（昭和10年）9月18日舉行的「朝鮮實業俱樂部」總會實行改組，很多內地人加入以朝鮮人為中心的幹部集團，還開展時局講演會與獎學事業，總督府期待俱樂部能作為指導朝鮮社會安定的機關。
1927年（昭和2年），韓相龍獲任朝鮮總督府中樞院參議，1934年（昭和9年）兼任朝鮮國防飛行機獻納會顧問。1937年（昭和12年）中国抗日战争爆發，韓相龍獲任關東軍顧問，負責朝鮮軍的國防獻金。1938年（昭和13年），獲任國民精神總動員朝鮮聯盟取締役兼國民精神總動員京畿道聯盟參與。1939年（昭和14年）升為朝鮮生命社長，並獲選為官選京畿道會議員。之後兼任朝鮮放送協會放送審議會委員、同常務理事、朝鮮總督府中樞院顧問、朝鮮總督府物價調查委員，1943年11月獲任国民總力朝鮮聯盟事務總長。任命深得總督府信賴的韓相龍為事務總長，是為了鼓勵朝鮮人自發協助戰爭，這種對參戰的鼓勵受到高評價，1945年（昭和20年）4月3日獲敕選為貴族院議員。同年7月就任朝鮮國民義勇隊顧問。1946年（昭和21年）7月4日，喪失貴族院議員資格而退任。

### 逝世
日本戰敗後的1947年10月30日，韓相龍逝世。

## 評價
日本第25、28代內閣總理大臣若槻禮次郎評價韓相龍為「朝鮮財界的縮圖」，「理解韓相龍，即知朝鮮」。1935年朝鮮總督府編纂的《朝鮮功勞者銘鑑》將其列入353名朝鮮功勞者。
大韓民國依據2004年通過的《日帝強占下反民族行為真相糾明相關特別法》認定其為「親日反民族行為者」。

### 引用
1. 1 2 3 4 5 6 7 8 9 10 11 12 13 14 15 16  . 韓國民族文化大百科事典.   [2022-05-29]. （原始内容存档于2022-05-29）.
2. 1 2 3 4  金明洙 2010，第6頁.
3. 1 2  帝國祕密探偵社 1942，朝鮮33頁.
4. ↑  金明洙 2011，第5頁.
5. ↑  金明洙 2011，第7頁.
6. ↑  金明洙 2011，第10頁.
7. ↑  金明洙 2011，第16頁.
8. ↑  金明洙 2011，第14頁.
9. ↑  金明洙 2011，第22頁.
10. 1 2 3 4  金明洙 2010，第9頁.
11. 1 2  金明洙 2011，第23頁.
12. 1 2  金明洙 2011，第24頁.
13. 1 2 3 4 5  . 韓國近現代人物資料. 國史編纂委員會.   [2022-05-29]. （原始内容存档于2021-05-19）.
14. 1 2 3  金明洙 2010，第10頁.
15. ↑  金明洙 2010，第11頁.
16. 1 2  金明洙 2010，第12頁.
17. 1 2  金明洙 2010，第13頁.
18. 1 2 3 4  金明洙 2010，第14頁.
19. ↑  貴族院事務局 1947，第53頁.
20. ↑  貴族院事務局 1947，第56頁.
21. ↑  . . . 2004-03-18  [2022-05-29]. （原始内容存档于2008-06-27）.
22. ↑  . . . 2004-03-18  [2022-05-29]. （原始内容存档于2008-06-27）.

### 來源
- 昭和21年12月增訂 丙. 貴族院事務局. 1947  [2022-05-29]. （原始内容存档于2022-10-16）.
- 金明洙.  . 慶應義塾大學. 2010. 國立國會圖書館書誌ID：000011079698.
- 金明洙.  . 慶應義塾經濟學會. 2011. 國立國會圖書館書誌ID：023469971.
- 帝國祕密探偵社 (编). . 帝國祕密探偵社. 1942  [2023-01-01]. （原始内容存档于2022-10-05）.